# Asterocarpa humilis
Asterocarpa humilis is een zakpijpensoort uit de familie van de Styelidae. De wetenschappelijke naam van de soort is, als Styela humilis, voor het eerst geldig gepubliceerd in 1878 door Heller.